# Peter Ludwig Hendreich
Peter Ludwig Hendreich (* 12. Februar 1673 in Berlin; † August 1725 in Frankfurt (Oder)) war ein kurbrandenburgischer Bibliothekar, Hofprediger bei der reformierten Hofkirche in Potsdam, Professor an der Alma Mater Viadrina.

## Leben

### Herkunft und Familie
Peter Ludwig war der zweite Sohn des in Danzig geborenen Professors der Geschichte an der Alma Mater Viadrina Christoph Hendreich († 1700). Er vermählte sich 1699 mit Marie Amalie Ursinus (* 1682; † nach 1710), Tochter des Hofpredigers Benjamin Ursinus.

### Werdegang
Nachdem er sich zwei Jahre seinem Studium gewidmet hat, wurde er nach dahingehender Empfehlung durch seinen Vater 1692 von Kurfürst Friedrich III. als Bibliothekar an der Königlichen Bibliothek zu Berlin angestellt. Als solcher wird er auch vom Jahr 1704 bis zu seinem Tode in Berliner Adressbüchern genannt. Ab dem Jahr 1697 war er 2. Domprediger am Halleschen Dom, avancierte jedoch 1700 zum Hofprediger in Potsdam. 1722 schließlich wurde er als Professor an die Universität in Frankfurt/Oder berufen.
1706 erhielt Hendreich von der Universität in Frankfurt/Oder den Titel eines Dr. theol.